# Мейбен (Міссісіпі)
Мейбен (англ. Maben) — місто (англ. town) в США, в округах Октіббега і Вебстер штату Міссісіпі. Населення — 771 особа (2020).

## Географія
Мейбен розташований за координатами 33°33′15″ пн. ш. 89°4′52″ зх. д. / 33.55417° пн. ш. 89.08111° зх. д. (33.554173, -89.081042).  За даними Бюро перепису населення США в 2010 році місто мало площу 5,05 км², з яких 5,03 км² — суходіл та 0,02 км² — водойми.

## Демографія
Згідно з переписом 2010 року, у місті мешкала 871 особа в 341 домогосподарстві у складі 212 родин. Густота населення становила 173 особи/км².  Було 384 помешкання (76/км²).
Расовий склад населення:
| - 61,0 % — чорних або афроамериканців - 37,4 % — білих - 0,6 % — корінних американців - 0,1 % — азіатів |

До двох чи більше рас належало 0,9 %. Частка іспаномовних становила 1,1 % від усіх жителів.
За віковим діапазоном населення розподілялося таким чином: 30,7 % — особи молодші 18 років, 57,8 % — особи у віці 18—64 років, 11,5 % — особи у віці 65 років та старші. Медіана віку мешканця становила 32,1 року. На 100 осіб жіночої статі у місті припадало 86,1 чоловіків;  на 100 жінок у віці від 18 років та старших — 79,8 чоловіків також старших 18 років.
Середній дохід на одне домашнє господарство  становив 23 677 доларів США (медіана — 14 615), а середній дохід на одну сім'ю — 27 337 доларів (медіана — 20 179). За межею бідності перебувало 49,0 % осіб, у тому числі 54,9 % дітей у віці до 18 років та 37,1 % осіб у віці 65 років та старших.
Цивільне працевлаштоване населення становило 173 особи. Основні галузі зайнятості: освіта, охорона здоров'я та соціальна допомога — 30,1 %, мистецтво, розваги та відпочинок — 16,8 %, виробництво — 15,6 %.